# Psychopsis margarita
Psychopsis margarita är en insektsart som beskrevs av Robert John Tillyard 1922.
Psychopsis margarita ingår i släktet Psychopsis och familjen Psychopsidae. Inga underarter finns listade i Catalogue of Life.